# Тритон (бронемашина)
«Тритон» — колёсная бронемашина с усиленной противоминной защитой, разработанная киевским заводом «Ленинская кузница».

## История
О разработке бронемашины стало известно после того, как 30 января 2015 представители завода  «Ленинская кузница» объявили, что завод начал работы по созданию двух новых бронемашин: 10-тонной «Тритон» и 15-тонной «Арбалет». Дизайн бронемашины разработала частная украинская дизайнерская фирма «DIGITEC Visual Engineering» (и она же выполнила создание 3D модели).
31 августа 2015 было объявлено, что предприятие завершает разработку бронемашины «Тритон», первый экземпляр которой планировалось изготовить до конца 2015 года.
22 сентября 2015 завод представил демонстрационный образец бронемашины «Тритон» на XII-й международной оружейной выставке «Зброя та безпека-2015». Тогда же ХК «Укрспецтехника» представила проект использования бронемашины «Тритон» в качестве мобильной базы для комплекса разведки и радиоэлектронной борьбы «Джеб».
В ноябре 2015 года был подписан контракт на поставку для ГПСУ бронемашин «Тритон», оснащенных мобильными комплексами наземной разведки и радиоэлектронной борьбы «Джеб» и облегчёнными боевыми модулями «Ива». Согласно контракту, стоимость одной бронемашины составляла 14 876 100 гривен (шасси — 6 550 000 гривен, боевой модуль с системой управления - 3 466 100 гривен, средства связи и комплекс разведки «Джеб» — 4 860 000 гривен).
29 декабря 2015 года глава пограничной службы Украины В. А. Назаренко сообщил, что для ГПСУ заказаны 62 бронемашины «Тритон». Первая бронемашина для ГПСУ была изготовлена в январе 2016 года, ещё 3 — в феврале-марте 2016 года.
В 2016 году бронемашина была включена в каталог продукции ГК «Укроборонпром» и предложена на экспорт.
В соответствии с решением Соломенского районного суда Киева от 18 октября 2017 года Национальное антикоррупционное бюро Украины начало аудиторскую проверку завода, после которой 3 ноября 2017 года выступило с заявлением, что стоимость бронемашины является завышенной. 4 ноября 2017 года председатель правления завода Валерий Шандра выступил с заявлением, что цена бронемашины не является завышенной.
26 февраля 2022 года П. А. Порошенко передал одну из изготовленных для пограничной охраны бронемашин "Тритон-01" сформированному в Киеве батальону территориальной обороны (для вооружения этого броневика был передан 12,7-мм пулемёт). 31 марта 2022 года бронемашина "Тритон-01" была захвачена российскими войсками в районе города Изюм Харьковской области.

## Описание
Бронемашина построена на шасси советского бронетранспортёра БТР-70 и имеет обычную компоновку с передним расположением двигателя, отделением управления в средней части машины, в кормовой части машины расположено десантное отделение.
Корпус бронемашины сварной, герметизированный, изготовлен из стальных броневых листов, расположенных под углом.
В бортах боевого отделения имеется две двери для водителя и командира машины, в верхней части каждой двери расположены пуленепробиваемый стеклоблок и амбразура для стрельбы из стрелкового оружия. В верхней части бортов десантного отделения расположены дополнительные амбразуры (по три с каждой стороны).
Лобовое стекло пуленепробиваемое, состоит из двух стеклоблоков (которые при необходимости могут быть закрыты подъёмными бронезаслонками). В корме корпуса расположена аппарель для посадки и высадки десанта.
Все кресла подвесные, с креплением к потолку и стенам (что увеличивает уровень защиты экипажа и десанта в случае подрыва на мине). Кресла в десантном отделении выполнены со складными сиденьями и съёмными (что позволяет переоборудовать десантное отделение в грузовой отсек и использовать бронемашину для перевозки грузов).
По результатам эксплуатации первых бронемашин в подразделениях пограничной службы Украины (в которых к началу ноября 2017 года они прошли в среднем по 3,5 тыс. км) в конструкцию тормозной системы, системы охлаждения и системы отвода выхлопных газов были внесены изменения.
В конце 2017 года неплавающий вариант бронемашины получил наименование «Тритон-01» и был разрешён к эксплуатации в вооружённых силах Украины.

### Вооружение
На крышу боевого отделения бронемашины предусмотрена возможность установки боевого модуля ОБМ производства завода «Кузня на Рыбальском» (12,7-мм пулемёт «Утёс» и 40-мм гранатомёт УАГ-40), боекомплект к которому составляет 32 гранаты и 100 или 200 патронов.

### Силовая установка и ходовая часть
В броневик установлен 6-цилиндровый двигатель Volvo TAD620VE рабочим объёмом 5,7 л и мощностью 211 л. с.
В первые машины была установлена автоматическая, 5-ступенчатая коробка передач Allison 1000 CP производства США, в дальнейшем была предусмотрена возможность установки коробки передач ZF ZTO 1006.
Двухступенчатая раздаточная коробка передач с блокировкой межосевого дифференциала — украинского производства.
Подвеска колёс — независимая, рычажно-торсионная, с телескопическими амортизаторами.
На первом демонстрационном образце «Тритона» были установлены шины «Continental AG», которые используются в бундесвере. Планируется использовать бескамерные шины Michelin XZL MPTTL 365/80 R20.
«Тритон-01» оснащён пулестойкими вставками в шины типа «Runflat» и автоматической системой подкачки шин.

### Дополнительное оборудование
Бронемашина оснащена цветной CCD-камерой с двойным полем зрения, неохлаждаемой тепловизионной камерой, лазерным дальномером, а также цветным 12-дюймовым жидкокристаллическим дисплеем и фильтровентиляционной установкой.

## Варианты и модификации
- «Тритон» — первый, плавающий вариант, разработанный и представленный в 2015 году[3]. Движение по воде обеспечивают два оснащённых гребными винтами движителя украинского производства[1]. Сообщается, что скорость движения по воде составляет 10 км/ч[2], а бронирование машины соответствует уровню защиты STANAG 4569 Level 2a и обеспечивает защиту от 7,62-мм боеприпасов[4].
- «Тритон-01» — неплавающий вариант без гребных винтов, в конце 2017 года разрешённый к эксплуатации в вооружённых силах Украины. Бронирование корпуса соответствует уровню защиты ПЗСА-5 согласно государственному стандарту Украины ДСТУ 3975–2000 и на дистанции 10 метров обеспечивает защиту от 7,62-мм бронебойно-зажигательных пуль БЗ (57-БЗ-231с), выпущенных из автомата АКМ[3].

## Страны-эксплуатанты
- Украина — 4 бронемашины использовались в подразделениях ГПСУ[11].

## Музейные экспонаты
- одна трофейная бронемашина "Тритон" стала экспонатом созданной в августе 2022 года выставки трофейного вооружения и военной техники МО РФ в музее бронетанковой техники в Кубинке[20]